# Operation Toggle
Die Operation Toggle war eine Serie von 28 US-amerikanischen Kernwaffentests, die 1972 und 1973 hauptsächlich auf der Nevada Test Site in Nevada durchgeführt wurde. Lediglich der Test Rio Blanco fand in Rifle (Colorado) statt.

## Die einzelnen Tests der Toggle-Serie
| #  | Bombe                                  | Datum / Zeit (GMT)           | Testgelände                 | Testart | Sprengkraft          | Anmerkungen                                                                                   |
| -- | -------------------------------------- | ---------------------------- | --------------------------- | ------- | -------------------- | --------------------------------------------------------------------------------------------- |
| 1  | Diamond Sculls                         | 20. Juli 1972 17:16 Uhr      | Area 12t.02                 | Tunnel  | <20 kT               |                                                                                               |
| 2  | Atarque                                | 25. Juli 1972 13:30 Uhr      | Area 3ht                    | Schacht | <20 kT               |                                                                                               |
| 3  | Cebolla Cuchillo Solano                | 9. August 1972 13:31 Uhr     | Area 3jc Area 3jt Area 3jx  | Schacht | <20 kT <20 kT <20 kT | Simultanzündung verschiedener Bomben in verschiedenen Schächten                               |
| 4  | Oscuro                                 | 21. September 1972 15:30 Uhr | Area 7z                     | Schacht | 20 bis 200 kT        |                                                                                               |
| 5  | Delphinium                             | 26. September 1972 14:30 Uhr | Area 2dp                    | Schacht | 15 kT                |                                                                                               |
| 6  | Akbar                                  | 9. November 1972 15:15 Uhr   | Area 10ax                   | Schacht | <20 kT               |                                                                                               |
| 7  | Arsenate                               | 9. November 1972 18:15 Uhr   | Area 9ci                    | Schacht | <20 kT               |                                                                                               |
| 8  | Canna-Umbrinus Canna-Limoges           | 17. November 1972 18:00 Uhr  | Area 9itsyz26 Area 9itsyz26 | Schacht | <20 kT <20 kT        | Simultanzündung verschiedener Bomben in einem Schacht                                         |
| 9  | Tuloso                                 | 12. Dezember 1972 16:30 Uhr  | Area 3gi                    | Schacht | <20 kT               |                                                                                               |
| 10 | Solanum                                | 14. Dezember 1972 15:30 Uhr  | Area 9itsw24.5              | Schacht | <20 kT               |                                                                                               |
| 11 | Flax-Source                            | 21. Dezember 1972 20:15 Uhr  | Area 2dj                    | Schacht | <20 kT               |                                                                                               |
| 12 | Flax-Test Flax-Backup                  | 21. Dezember 1972 20:15 Uhr  | Area 2dj Area 2dj           | Schacht | 20 bis 200 kT <20 kT | Simultanzündung verschiedener Bomben in einem Schacht                                         |
| 13 | Alumroot                               | 14. Februar 1973 15:30 Uhr   | Area 9cj                    | Schacht | <20 kT               |                                                                                               |
| 14 | Miera                                  | 8. März 1973 16:10 Uhr       | Area 7ad                    | Schacht | 20 bis 200 kT        |                                                                                               |
| 15 | Gazook                                 | 23. März 1973 20:15 Uhr      | Area 2do                    | Schacht | <20 kT               |                                                                                               |
| 16 | Natoma                                 | 5. April 1973 14:50 Uhr      | Area 10aw                   | Schacht | <20 kT               |                                                                                               |
| 17 | Angus Velarde                          | 25. April 1973 22:25 Uhr     | Area 3jg Area 3jk           | Schacht | <20 kT <20 kT        | Simultanzündung verschiedener Bomben in verschiedenen Schächten                               |
| 18 | Starwort                               | 26. April 1973 17:15 Uhr     | Area 2bs                    | Schacht | 90 kT                |                                                                                               |
| 19 | Colmor                                 | 26. April 1973 15:15 Uhr     | Area 3hv                    | Schacht | <20 kT               |                                                                                               |
| 20 | Mesita                                 | 9. Mai 1973 13:30 Uhr        | Area 3jd                    | Schacht | <20 kT               |                                                                                               |
| 21 | Rio Blanco-1 Rio Blanco-2 Rio Blanco-3 | 17. Mai 1973 16:00 Uhr       | Rifle (Colorado)            | Schacht | 33 kT 33 kT 33 kT    | Simultanzündung verschiedener Bomben in einem Schacht. Test im Rahmen der Operation Plowshare |
| 22 | Cabresto                               | 24. Mai 1973 13:30 Uhr       | Area 7h                     | Schacht | <20 kT               |                                                                                               |
| 23 | Kashan                                 | 24. Mai 1973 13:30 Uhr       | Area 10av                   | Schacht | <20 kT               |                                                                                               |
| 24 | Dido Queen                             | 5. Juni 1973 17:00 Uhr       | Area 12e.14                 | Tunnel  | <20 kT               |                                                                                               |
| 25 | Almendro                               | 6. Juni 1973 13:00 Uhr       | Area 19v                    | Schacht | 200 bis 1000 kT      |                                                                                               |
| 26 | Potrillo                               | 21. Juni 1973 14:45 Uhr      | Area 7af                    | Schacht | 20 bis 200 kT        |                                                                                               |
| 27 | Portulaca                              | 28. Juni 1973 19:15 Uhr      | Area 2bv                    | Schacht | 20 bis 200 kT        |                                                                                               |
| 28 | Silene                                 | 28. Juni 1973 19:45 Uhr      | Area 9ck                    | Schacht | <20 kT               |                                                                                               |